# يان ليتل
يان ليتل (بالإنجليزية: Ian Little)‏ (10 ديسمبر 1973 - ) هو مدرب كرة قدم ولاعب كرة قدم بريطاني في مركز الوسط. لعب مع نادي ألوا أثليتيك ونادي ليفينغستون لكرة القدم.

## وصلات خارجية
- يان ليتل على موقع قاعدة بيانات كرة القدم.إي يو (الإنجليزية)